# 朝鮮建國準備委員會

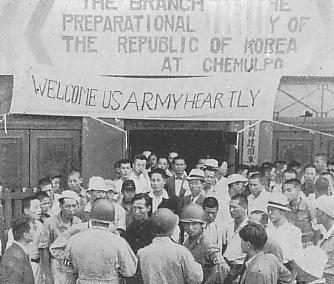
美军訪問朝鮮建國準備委員會濟物浦分部

朝鮮建國準備委員會（韓語：조선건국준비위원회），简称建準（건준），是1945年8月15日到9月7日盟军托管朝鲜時期朝鮮左派人士呂運亨為中心的組織，欲作為交割朝鮮總督府行政權的過渡機構。

## 概要
1945年8月15日，呂運亨以在1944年8月結成的建國同盟為母體，組成建國準備委員會，委員長是呂運亨、副委員長是安在鴻。
1945年9月4日，全體會議召開，副委員長律師許憲改編執行委員；9月6日晚，约1,000多位參加者在京畿女子高講堂参加發表朝鮮人民共和國建國宣言，朝鮮建國準備委員會改組為人民委員會。

## 綱領
- 我們建設完全獨立的國家，我們建立民主政府是為能夠實現全民族政治和社會的基本要求。
- 我們自願維持並確保過渡期內國內公共生活的秩序。